# 冷水江街道
冷水江街道，是中华人民共和国湖南省娄底市冷水江市下辖的一个乡镇级行政单位。

## 行政区划
冷水江街道下辖以下地区：
锑都社区、东站社区、枫树坳社区、集中社区、冷钢社区、建新社区、冷金社区、冷锡社区、冷新社区、冷园社区、涟溪社区、施塘社区、颜家社区和红日社区。